# Geitnes
Geitnes är en tätort i Molde kommun i Møre og Romsdal fylke i västra Norge. Orten ligger där fylkesväg 6234 ansluter mot fylkesväg 64.